# Larzabale-Arroze-Zibitze
Larzabale-Arroze-Zibitze  (en francès i oficialment Larceveau-Arros-Cibits), és un municipi de la Baixa Navarra, un dels set territoris del País Basc, al departament dels Pirineus Atlàntics i a la regió de la Nova Aquitània. Limita amb les comunes de Landibarre al nord, Izura-Azme al nord-est, Jutsi a l'est, Ainhize-Monjolose a l'oest, Bunuze al sud-est i Gamarte al sud-oest.

## Demografia
| 1901 | 1962 | 1968 | 1975 | 1982 | 1990 | 1999 |
| --- | ---- | ---- | ---- | ---- | ---- | ---- |
| 485 | 452  | 394  | 388  | 424  | 406  | 395  |
| A partir de 1962, el cens té en compte la població resident definida com a "Population sans doubles comptes" per l'INSEE |      |      |      |      |      |      |